# Fryderyk X
Fryderyk X (duń. Frederik André Henrik Christian; ur. 26 maja 1968 w Kopenhadze) – król Danii od 14 stycznia 2024 roku. Jest najstarszym dzieckiem królowej Danii, Małgorzaty II, oraz jej męża, Henryka de Laborde de Monpezata.
W 2004 roku ożenił się z Australijką, Marią Donaldson (ur. 1972). Ma z nią czworo dzieci – Chrystiana (ur. 2005), Izabelę (ur. 2007), Wincentego (ur. 2011) i Józefinę (ur. 2011).

## Życiorys

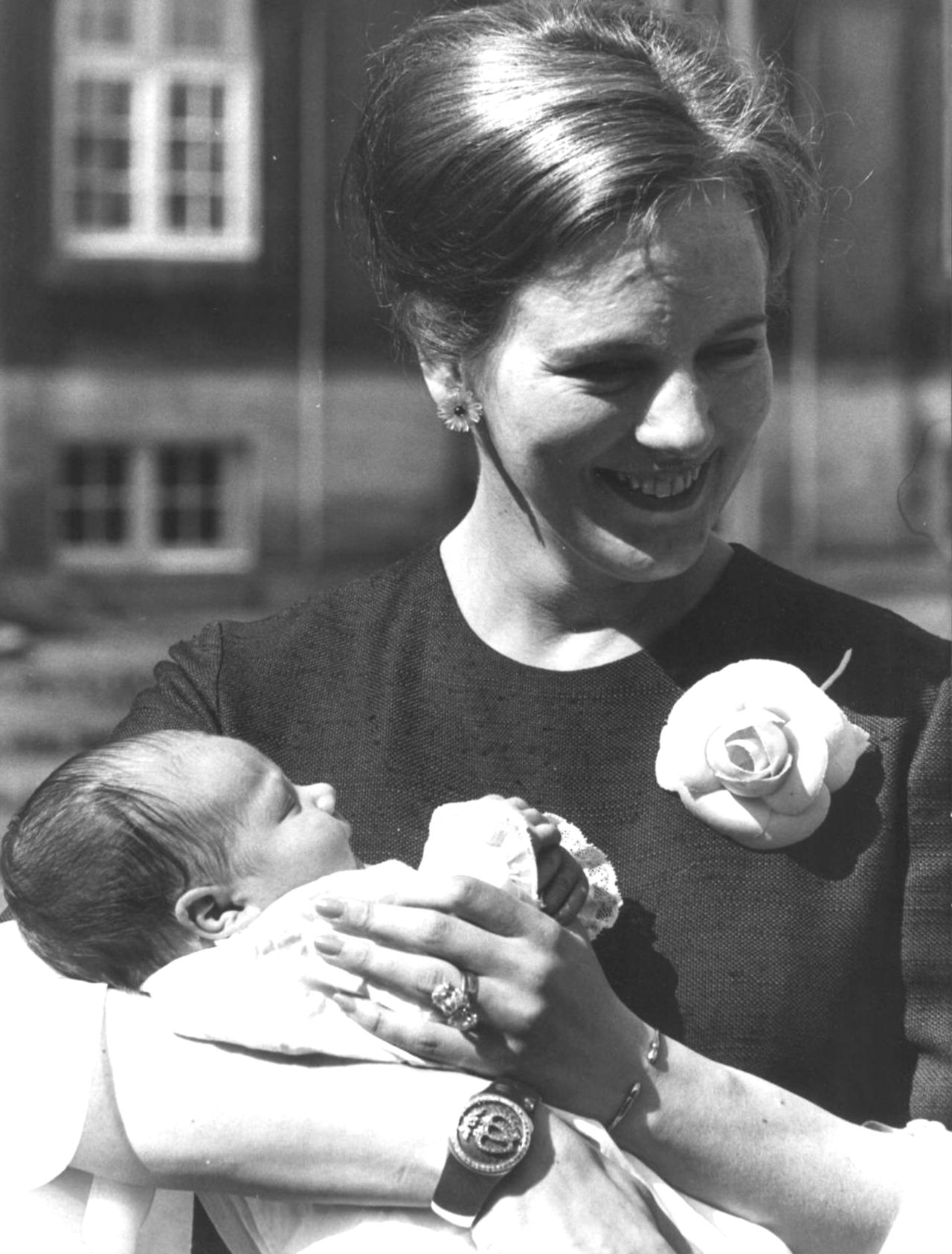
Fryderyk z matką (1968)

### Dzieciństwo
Urodził się 26 maja 1968 roku w Kopenhadze jako najstarsze dziecko następczyni tronu Danii, Małgorzaty Glücksburg, oraz jej męża, Henryka de Laborde de Monpezata. W chwili jego narodzin na duńskim tronie zasiadał jego dziadek ze strony matki, Fryderyk IX.
Został ochrzczony w wierze luterańskiej 24 czerwca 1968 roku kościele Holmen w Kopenhadze. Jego rodzicami chrzestnymi zostali: jego ciotka, królowa Anna Maria, jego stryj, hrabia Etienne de Laborde de Monpezat, a także: Jerzy Glücksburg (książę Danii), Józefina Szarlotta Koburg (wielka księżna Luksemburga), baron Maximilian de Watteville-Berckheim i Birgitta Juel Hillingsø. Chłopiec ubrany był w szatę, którą w 1870 roku zakupiła królowa Luiza Bernadotte. Pierwszy raz szata została założona przez jego pradziadka, przyszłego króla Danii, Chrystiana X (ostatniego władcę o tym imieniu na duńskim tronie).
Książę otrzymał imiona Fryderyk Andrzej Henryk Chrystian (duń. Frederik André Henrik Christian). Pierwsze imię nie było niespodzianką – kolejni władcy Danii byli nazywani naprzemiennie Fryderykami lub Chrystianami. Imię to nosił dziadek chłopca, Fryderyk IX. Drugie imię – Andrzej – otrzymał po swoim dziadku ze strony ojca, Andrzeju (André) de Laborde de Monpezacie. Trzecie imię otrzymał po swoim ojcu, Henryku de Laborde de Monpezacie, a ostatnie – po swoim pradziadku, Chrystianie X.
Ma młodszego brata – Joachima (ur. 7 czerwca 1969).

### Książę koronny Danii
Uczęszczał do szkoły podstawowej Krebs’ w latach 1974–1981, jednak przez pierwsze dwa lata jego nauka odbywała się w Pałacu Amalienborg. Od trzeciej klasy uczęszczał już na zajęcia do budynku szkoły. W 1986 roku ukończył Øregaard Gymnasium. Od 18. roku życia jest członkiem Rady Stanu, której przewodniczy pod nieobecność swojej matki. Służbę wojskową odbył w trzech różnych formacjach wojskowych w tym w jednostce specjalnej Duńskiej Marynarki Wojennej – Frømandskorpset.
Jako Fryderyk Henriksen w latach 1992–1993 studiował politologię na Uniwersytecie Harvarda. W 1994 roku odbywał trzymiesięczną praktykę w misji dyplomatycznej Królestwa Danii przy ONZ. W lutym 1995 roku ukończył studia na Uniwersytecie w Aarhus. Od października 1998 roku pełnił funkcję pierwszego sekretarza Ambasady Królestwa Danii w Paryżu. 9 października 2009 roku został wybrany na członka Międzynarodowego Komitetu Olimpijskiego.
W lutym 2022 roku odniósł się do inwazji Rosji na Ukrainę, pisząc: „To, czego doświadczamy teraz w Europie, jest nieskończenie smutne, a śledzenie sytuacji na Ukrainie jest bolesne. Moja rodzina i ja jesteśmy głęboko poruszeni obrazami i historiami, których codziennie jesteśmy świadkami. To robi bardzo duże wrażenie. Na szczęście możemy również opowiedzieć naszym dzieciom o jedności, jaką reszta Europy i społeczność światowa okazują narodowi ukraińskiemu oraz o wielkiej akcji pomocy humanitarnej, która ma miejsce. Ważne jest, abyśmy zachowali nadzieję i dzielili się dobrem, które dzieje się pośród całego okrucieństwa”.
31 grudnia 2023 r. jego matka, królowa Małgorzata II ogłosiła, że abdykuje 14 stycznia 2024 na jego rzecz. 

### Król Danii
W wyniku abdykacji swojej matki, królowej Małgorzaty II, 14 stycznia 2024 r. objął duński tron jako Fryderyk X. Uroczystość przekazania tronu miała miejsce na zamku Christiansborg. Za swoją dewizę przyjął hasło Forbundne, forpligtet, for Kongeriget Danmark – pierwsze od czasów króla Fryderyka VII nieodnoszące się do chrześcijańskiego Boga.
Fryderyk X ze swoją pierwszą oficjalną wizytą zagraniczną w dniach 31 stycznia–2 lutego 2024 roku udał się do Polski, gdzie odwiedził Warszawę i Szczecin.

## Zainteresowania i przedsięwzięcia
Fryderyk bardzo lubi uprawiać sport i jest zaangażowany w różne przedsięwzięcia promujące aktywny styl życia. W 2018 roku, z okazji jego 50. urodzin, zainaugurowano Royal Run. Wydarzenie to uzyskało ogromną popularność i postanowiono je kontynuować w następnych latach. W biegach w różnych częściach Danii bierze udział wielu członków duńskiej rodziny królewskiej, a tradycją jest, że po wysiłku fizycznym para królewska z dziećmi przygotowuje spaghetti bolognese.

## Życie prywatne
Był związany z modelką, Katją Storkholm Nielsen, a następnie z piosenkarką – Marią Montel, a także ze stylistką, Bettiną Odum.

### Zaręczyny i ślub

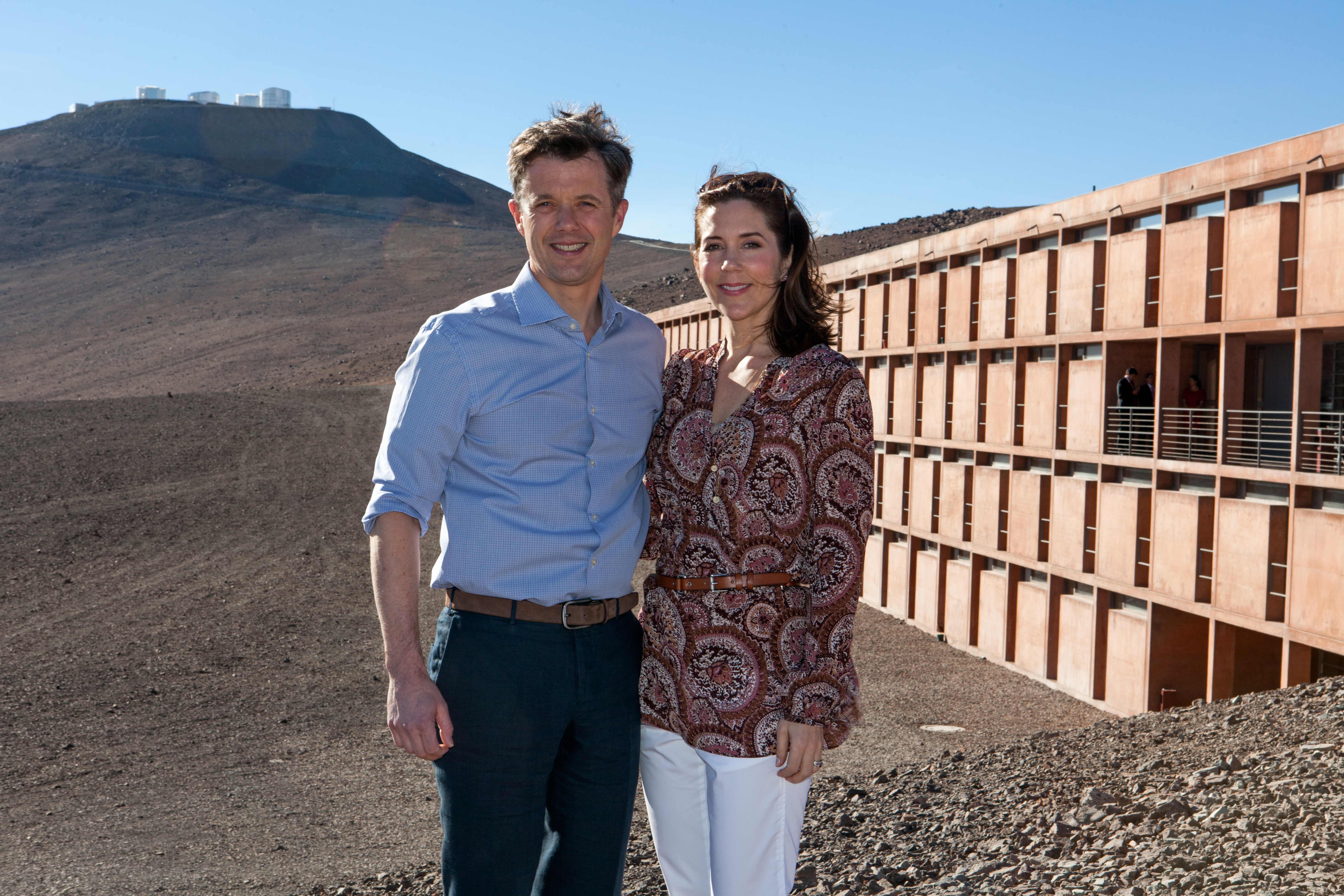
Fryderyk z żoną podczas wizyty w Chile (2013)

W 2000 roku, w czasie Letnich Igrzysk Olimpijskich w Sydney, poznał Marię Donaldson. Ponieważ Fryderyk przedstawił się jej po prostu jako „Fred z Danii”, kobieta nie zdawała sobie początkowo sprawy, że ma do czynienia z następcą duńskiego tronu. „Kiedy spotkaliśmy się po raz pierwszy, uścisnęliśmy sobie ręce. Nie wiedziałam, że jest księciem Danii. Pół godziny później ktoś podszedł do mnie i powiedział: Czy wiesz, kim są ci ludzie?” – wspominała później Maria. Po zakończeniu Igrzysk Fryderyk powrócił do Danii, gdzie zerwał ze swoją ówczesną partnerką – stylistką, Bettiny Odum. Postanowił kontynuować relację z Marią – poprzez korespondencję mailową czy rozmowy telefoniczne. Ostatecznie para zakochała się w sobie, a 23 września 2003 roku dwór królewski oficjalnie ogłosił zaręczyny Fryderyka z Marią. Ślub pary odbył się 14 maja 2004 roku w katedrze Marii Panny w Kopenhadze.

### Potomstwo
W kwietniu 2005 roku ogłoszono, że para książęca spodziewa się swojego pierwszego dziecka. 15 października 2005 roku urodził się pierwszy syn Fryderyka i Marii. Na chrzcie oficjalnie poinformowano, że otrzymał imiona Chrystian Waldemar Henryk Jan (duń. Christian Valdemar Henri John).
26 października 2006 roku poinformowano, że para książęca spodziewa się swojego drugiego dziecka. Rozwiązanie nastąpiło 21 kwietnia 2007 roku. Na chrzcie dziewczynki ogłoszono, że otrzymała ona imiona Izabela Henryka Ingryda Małgorzata (duń. Isabella Henrietta Ingrid Margrethe)
6 sierpnia 2010 roku podano do informacji publicznej, że żona Fryderyka jest w kolejnej ciąży. 8 stycznia 2011 roku na świat przyszły bliźnięta – chłopiec i dziewczynka. Na ich chrzcie ogłoszono, że syn pary książęcej otrzymał imiona Wincenty Fryderyk Minik Aleksander (duń. Vincent Frederik Minik Alexander) a córka – Józefina Zofia Ivalo Matylda (duń. Josephine Sophia Ivalo Mathilda)

## Pozostałe informacje
- Jako potomek królowej brytyjskiej, Wiktorii Hanowerskiej, zajmuje (odległe) miejsce w linii sukcesji do brytyjskiego tronu.
- Na podstawie historii jego miłości do Marii Donaldson powstał film Jak zostać księżną? (ang. Mary: The Making of a Princess)[19]. W rolę Fryderyka wcielił się Ryan O'Kane(inne języki)[20].

## Tytulatura
26 maja 1968 – 14 stycznia 1972: Jego Królewska Wysokość Książę Fryderyk
14 stycznia 1972 – 29 kwietnia 2008: Jego Królewska Wysokość Książę Koronny Danii
29 kwietnia 2008 – 14 stycznia 2024 Jego Królewska Wysokość Książę Koronny Danii, hrabia Monpezat
od 14 stycznia 2024 – Jego Królewska Mość Król Danii

## Odznaczenia
- Order Słonia (1972)
- Wielki Komandor Orderu Danebroga (1972)
- Odznaka Honorowa Orderu Danebroga (1972)
- Medal Pamiątkowy 50-lecia Panowania Królowej Małgorzaty II (2022)[21]
- Medal Wspomnieniowy księcia Henryka (2018)
- Medal Pamiątkowy Złotych Godów Królowej Małgorzaty i księcia Henryka (2017)
- Medal Pamiątkowy 75-lecia Urodzin Królowej Małgorzaty II (2015)
- Medal Pamiątkowy 40-lecia Panowania Królowej Małgorzaty II (2012)
- Medal Pamiątkowy 70-lecia Urodzin Królowej Małgorzaty II (2010)
- Medal Pamiątkowy 75-lecia Urodzin księcia Henryka (2011)
- Medal Pamiątkowy 25-lecia Panowania Królowej Małgorzaty II (1997)
- Medal Pamiątkowy Srebrnych Godów Królowej Małgorzaty i księcia Henryka (1992)
- Medal Wspomnieniowy 100-lecia od Narodzin Króla Fryderyka IX (1999)
- Medal Wspomnieniowy Królowej Ingrid (2001)
- Medal Pamiątkowy 50-lecia od Przybycia Królowej Ingrid do Danii (1985)
- Medal Królewski Nagrody z Koroną (2000)
- Odznaka Honorowa za Dobrą Służbę w Marynarce
- Odznaka Zasługi Gwardii
- Odznaka Honorowa Zrzeszenia Oficerów Rezerwy
- Odznaka Honorowa Duńskiego Stowarzyszenia Sportowców Wojskowych
- Medal Zasługi Grenlandzkiego Samorządu
- Order Królewski Serafinów (2013, Szwecja)[22]
- Medal 70. Urodzin Króla Karola XVI Gustawa (2016, Szwecja)
- Krzyż Wielki Orderu Świętego Olafa (Norwegia)
- Łańcuch Krzyża Wielkiego Orderu Białej Róży Finlandii (2025, Finlandia)[23][24]
- Krzyż Wielki Orderu Białej Róży (2013, Finlandia)[25]
- Krzyż Wielki Orderu Sokoła (1996, Islandia)[26]
- Krzyż Wielki Orderu Zasługi Adolfa Nassauskiego (2003, Luksemburg)
- Wielka Wstęga Orderu Leopolda (Belgia)
- Krzyż Wielki Orderu Lwa Niderlandzkiego (2015, Holandia)[27]
- Medal Koronacyjny Króla Wilhelma Aleksandra (Holandia, 2013)
- Krzyż Wielki Orderu Ojaswi Rajanya (Nepal)
- Wielka Wstęga Orderu Odrodzenia (Jordania)
- Order Chryzantemy (Japonia)
- Krzyż Wielki Orderu Chula Chom Klao (Tajlandia)
- Krzyż Wielki Orderu Zasługi Republiki Włoskiej (1993, Włochy)[28]
- Order Krzyża Ziemi Maryjnej I klasy (1995, Estonia)[29]
- Krzyż Wielki Orderu Trzech Gwiazd (Łotwa)
- Krzyż Wielki Orderu Zasługi (Niemcy)
- Krzyż Wielki Orderu Gwiazdy Rumunii (2004, Rumunia)
- Order Stara Płanina I klasy (2006, Bułgaria)
- Krzyż Wielki Orderu Honoru (Grecja)
- Krzyż Wielki Orderu Krzyża Południa (2007, Brazylia)[30]
- Krzyż Wielki Orderu Rio Branco (1999, Brazylia)[31]
- Krzyż Wielki Orderu Zasługi (Chile)
- Wielka Wstęga Orderu Orła Azteckiego (2016, Meksyk)[32]

## Genealogia
| Prapradziadkowie                         | król Danii Fryderyk VIII (1843-1912) ∞1869 Luiza Bernadotte (1851-1926)                 | wielki książę Fryderyk Franciszek III (1851-1897) ∞1879 Anastazja Michajłowna Romanowa (1860-1922) | król Szwecji Gustaw V Bernadotte (1858-1950) ∞1881 Wiktoria Badeńska (1862-1930)       | Artur Koburg (1850-1942) ∞1879 Luiza Hohenzollern (1860-1917)                          | Aristide de Laborde de Monpezat (1830-1888) ∞1860 Jeanne-Emilie Borde (1835-1889)      | Eugene Hallberg (1839-1921) ∞1862 Clara Vernhes (1844-1922)                            | Jean-Alfred Doursenot (1855-1940) ∞1882 Marie-Louise Barrière (1863-1941)              | Leonard Gay (1846-1918) ∞1872 Marguerite Laforest (1853-1921)                          |
| Pradziadkowie                            | król Danii i Islandii Chrystian X (1870-1947) ∞1898 Aleksandra meklemburska (1879-1952) | król Danii i Islandii Chrystian X (1870-1947) ∞1898 Aleksandra meklemburska (1879-1952)            | król Szwecji Gustaw VI Adolf (1882-1972) ∞1905 Małgorzata Koburg (1882-1920)           | król Szwecji Gustaw VI Adolf (1882-1972) ∞1905 Małgorzata Koburg (1882-1920)           | Henri de Laborde de Monpezat (1868-1929) ∞1904 Henriette Hallberg (1880-1973)          | Henri de Laborde de Monpezat (1868-1929) ∞1904 Henriette Hallberg (1880-1973)          | Maurice Doursenot (1883-1916) ∞1907 Marguerite Gay (1883-1974)                         | Maurice Doursenot (1883-1916) ∞1907 Marguerite Gay (1883-1974)                         |
| Dziadkowie                               | król Danii Fryderyk IX (1899-1972) ∞1935 Ingrid Bernadotte (1910-2000)                  | król Danii Fryderyk IX (1899-1972) ∞1935 Ingrid Bernadotte (1910-2000)                             | król Danii Fryderyk IX (1899-1972) ∞1935 Ingrid Bernadotte (1910-2000)                 | król Danii Fryderyk IX (1899-1972) ∞1935 Ingrid Bernadotte (1910-2000)                 | André de Laborde de Monpezat (1907-1998) ∞1934 Renée Doursenot (1908-2001)             | André de Laborde de Monpezat (1907-1998) ∞1934 Renée Doursenot (1908-2001)             | André de Laborde de Monpezat (1907-1998) ∞1934 Renée Doursenot (1908-2001)             | André de Laborde de Monpezat (1907-1998) ∞1934 Renée Doursenot (1908-2001)             |
| Rodzice                                  | królowa Danii Małgorzata II (ur. 1940) ∞1967 Henryk de Laborde de Monpezat (1934-2018)  | królowa Danii Małgorzata II (ur. 1940) ∞1967 Henryk de Laborde de Monpezat (1934-2018)             | królowa Danii Małgorzata II (ur. 1940) ∞1967 Henryk de Laborde de Monpezat (1934-2018) | królowa Danii Małgorzata II (ur. 1940) ∞1967 Henryk de Laborde de Monpezat (1934-2018) | królowa Danii Małgorzata II (ur. 1940) ∞1967 Henryk de Laborde de Monpezat (1934-2018) | królowa Danii Małgorzata II (ur. 1940) ∞1967 Henryk de Laborde de Monpezat (1934-2018) | królowa Danii Małgorzata II (ur. 1940) ∞1967 Henryk de Laborde de Monpezat (1934-2018) | królowa Danii Małgorzata II (ur. 1940) ∞1967 Henryk de Laborde de Monpezat (1934-2018) |
| król Danii Fryderyk X (ur. 26 maja 1968) |                                                                                         | |                                                                                        |                                                                                        |                                                                                        |                                                                                        |                                                                                        |                                                                                        |